# متیوس گالیونا دا کوستا
متیوس گالیونا دا کوستا (انگلیسی: Mateus Galiano da Costa؛ زادهٔ ۱۹ ژوئن ۱۹۸۴) یک بازیکن فوتبال اهل آنگولا است.